# Ernst Schmitt (Diplomat)

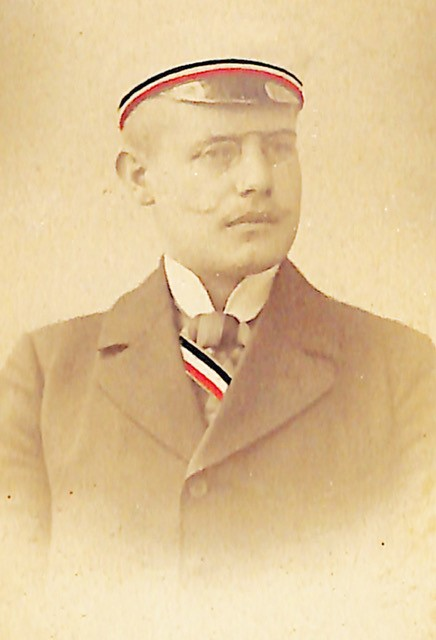
Ernst Schmitt

Ernst Schmitt (* 14. September 1879 in Lauterbach (Hessen); † 16. Februar 1946 in Bad Tölz) war ein deutscher Diplomat und Schriftsteller.

## Leben
Ernst Schmitt besuchte das Wolfgang-Ernst-Gymnasium in Büdingen. Anschließend begann er an der Hessischen Ludwigs-Universität Rechtswissenschaft zu studieren. 1898 wurde er im Corps Hassia Gießen recipiert. Als Inaktiver wechselte er an die Friedrich-Wilhelms-Universität zu Berlin. 1901 legte er das Referendarexamen ab. 1902 er in Gießen zum Dr. iur. promoviert. 1905 wurde er nach bestandenem zweiten Examen hessischer Regierungsrat. 1906 wurde er deutscher Vizekonsul in Barcelona. 1910 wurde er zum Legationsrat und ständigen Hilfsarbeiter im Auswärtigen Amt ernannt. Nachdem er während des Ersten Weltkrieges die deutsch-schweizerischen Wirtschaftsverhandlungen geleitet hatte, wurde er 1919 zum Vortragenden Rat im Auswärtigen Amt ernannt. Von Juli bis Oktober 1919 stand er als Vorsitzender der Wirtschaftskommission in Versailles vor. Von 1921 bis 1934 war Schmitt deutscher Generalkonsul I. Klasse in Mailand und zugleich akkreditierter diplomatischer Vertreter in San Marino. Von 1934 bis 1938 war er deutscher Gesandter in Lima. Schmitt trat der Nationalsozialistischen Deutschen Arbeiterpartei bei. Neben seinen diplomatischen Ämtern betätigte er sich als Schriftsteller, insbesondere von einigen Romanen.

## Schriften
- Die Surrogation im Bürgerlichen Gesetzbuch. Dissertation. Hof- u. Univ.-Druckerei: Gießen (1902)
- Im Anfang war die Kraft. Eine Niederschrift. (Roman) Eugen Diederichs: Jena (1920)
- Hochzeit. (Roman) Eugen Diederichs: Jena (1920)
- Die Wiederaufrichtung Europas. Eugen Diederichs: Jena (1920) (eine wissenschaftliche Studie)
- Das Jahr. Sonette von Daheim. Eugen Diederichs: Jena (1920)
- Die Heimkehrer. (Roman) Eugen Diederichs: Jena (1924)
- Leberecht Kitt: Der reitende Förster im Dachsloch.  (Roman) Eugen Diederichs: Jena (1926)
- Das tolle Jahr. Ein Roman aus der Revolutionszeit 1848. (Roman) Eugen Diederichs: Jena (1927)